# اومه‌گاتانی توتارو دوم
اومه‌گاتانی توتارو دوم (به ژاپنی: 梅ヶ谷 藤太郎(二代目)) کُشتی‌گیر سوموی اهل استان تویاما در کشور ژاپن است که بیستیمن کشتی‌گیر دارای رتبهٔ یوکوزونا محسوب می‌شود. وی در سال ۱۹۰۳ میلادی به این مرتبه ارتقا یافت و در سال ۱۹۱۵ میلادی بازنشست شد. اومه‌گاتانی توتارو دوم توانست ۳ بار قهرمان (یوشو) مسابقات سومو شود.